# Александресцкаро
Александресцкаро (груз. ალექსანდრესწყარო) — село в Грузии. Находится в Хашурском муниципалитете края Шида-Картли. Высота над уровнем моря составляет 1190 метров. Население — 0 человек (2014).